# Роза да Силва, Луис Энрике Андре
Луи́с Энри́ке Андре́ Ро́за да Си́лва (порт.-браз. Luiz Henrique André Rosa da Silva; род. 2 января 2001, Петрополис, Рио-де-Жанейро), или же просто Луи́с Энри́ке (порт.-браз. Luiz Henrique) — бразильский футболист, вингер клуба «Зенит» и сборной Бразилии.

## Клубная карьера
Луис Энрике — уроженец бразильского муниципалитета Петрополис, располагающегося в штате Рио-де-Жанейро. В академию Флуминенсе попал в 11 лет. С сезона 2020 года — игрок основной команды. Дебютировал в бразильской Серии А 12 августа 2020 года в поединке против «Палмейраса», выйдя на замену на 75-й минуте вместо Нене. 18 октября 2020 года забил первый мяч в профессиональном футболе в ворота «Сеары».
7 сентября 2020 года Луис Энрике продлил контракт с клубом сроком на пять лет.
1 июля 2022 года испанский клуб «Реал Бетис» объявил о трансфере Энрике из «Флуминенсе» за €13 млн. с учётом бонусов. Игрок подписал контракт до 2028 года. 26 августа дебютировал за «Реал Бетис» в матче испанской Ла Лиги против «Осасуны», выйдя на замену Борхе Иглесиасу. 8 сентября дебютировал в еврокубках в матче группового этапа Лиги Европы УЕФА против ХИКа. 15 сентября забил свой первый гол за «Реал Бетис» в матче группового этапа Лиги Европы УЕФА в ворота «Лудогорца».
2 февраля 2024 года перешёл в «Ботафого» за рекордную для бразильского футбола сумму €20 млн, подписав четырёхлетний контракт. 30 ноября 2024 года помог «Ботафого» выиграть первый в истории клуба Кубок Либертадорес, в финальном матче турнира забив гол в ворота «Атлетико Минейро» и заработав пенальти, который реализовал Алекс Теллес.
20 январе 2025 года перешёл в российский «Зенит». Сообщалось, что цена трансфера — 35 млн евро и 2 млн евро бонусов. В «Ботафого» перешли игроки «Зенита» Артур (за 10 млн евро) и — после окончания чемпионата России — Вендел (за 20 млн евро). 16 марта Луис Энрике дебютировал за «Зенит» в матче 21-го тура чемпионата России против московского «Спартака», выйдя в стартовый состав. На 83-й минуте Энрике забивает свой дебютный мяч за «Зенит», сравняв счëт в этом матче, но это не помогло команде, так как спустя 9 минут «Спартак» забивает и выигрывает этот матч (1:2).

## Статистика выступлений

### Клубная
| Выступление      | Выступление      | Выступление      | Лига | Лига | Кубки | Кубки | Конт. | Конт. | Прочие | Прочие | Итого | Итого |
| Клуб             | Лига             | Сезон            | Игры | Голы | Игры  | Голы  | Игры  | Голы  | Игры   | Голы   | Игры  | Голы  |
| ---------------- | ---------------- | ---------------- | ---- | ---- | ----- | ----- | ----- | ----- | ------ | ------ | ----- | ----- |
| Флуминенсе       | Серия А          | 2020             | 26   | 2    | 2     | 0     | 0     | 0     | 0      | 0      | 28    | 2     |
| Флуминенсе       | Серия А          | 2021             | 33   | 6    | 6     | 1     | 10    | 0     | 6      | 0      | 55    | 7     |
| Флуминенсе       | Серия А          | 2022             | 14   | 2    | 3     | 1     | 10    | 2     | 10     | 0      | 37    | 5     |
| Флуминенсе       | Итого            | Итого            | 73   | 10   | 11    | 2     | 20    | 2     | 16     | 0      | 120   | 14    |
| Реал Бетис       | Примера          | 2022/23          | 33   | 1    | 2     | 0     | 7     | 2     | 1      | 0      | 43    | 3     |
| Реал Бетис       | Примера          | 2023/24          | 14   | 0    | 2     | 1     | 5     | 0     | 0      | 0      | 21    | 1     |
| Реал Бетис       | Итого            | Итого            | 47   | 1    | 4     | 1     | 12    | 2     | 1      | 0      | 64    | 4     |
| Ботафого         | Серия А          | 2024             | 35   | 7    | 4     | 1     | 13    | 4     | 3      | 0      | 55    | 12    |
| Ботафого         | Итого            | Итого            | 35   | 7    | 4     | 1     | 13    | 4     | 3      | 0      | 55    | 12    |
| Всего за карьеру | Всего за карьеру | Всего за карьеру | 155  | 18   | 19    | 4     | 45    | 8     | 20     | 0      | 239   | 30    |

1. ↑  В графу «Кубки» входят игры и голы в национальных кубках, кубках лиги.
2. ↑  Континентальные: Южноамериканский кубок, Кубок Либертадорес, Лига Европы УЕФА, Межконтинентальный кубок
3. ↑  Чемпионаты штатов, Суперкубок Испании

### Матчи и голы за сборную
| Матчи и голы Луиса Энрике за сборную Бразилии | Матчи и голы Луиса Энрике за сборную Бразилии | Матчи и голы Луиса Энрике за сборную Бразилии | Матчи и голы Луиса Энрике за сборную Бразилии | Матчи и голы Луиса Энрике за сборную Бразилии | Матчи и голы Луиса Энрике за сборную Бразилии |
| №                                             | Дата                                          | Оппонент                                      | Счёт                                          | Голы                                          | Соревнование                                  |
| --------------------------------------------- | --------------------------------------------- | --------------------------------------------- | --------------------------------------------- | --------------------------------------------- | --------------------------------------------- |
| 1                                             | 7 сентября 2024                               | Эквадор                                       | 1:0                                           | —                                             | Отборочные матчи ЧМ-2026                      |
| 2                                             | 11 сентября 2024                              | Парагвай                                      | 0:1                                           | —                                             | Отборочные матчи ЧМ-2026                      |
| 3                                             | 11 октября 2024                               | Чили                                          | 2:1                                           | 1                                             | Отборочные матчи ЧМ-2026                      |
| 4                                             | 16 октября 2024                               | Перу                                          | 4:0                                           | 1                                             | Отборочные матчи ЧМ-2026                      |
| 5                                             | 14 ноября 2024                                | Венесуэла                                     | 1:1                                           | —                                             | Отборочные матчи ЧМ-2026                      |
| 6                                             | 20 ноября 2024                                | Уругвай                                       | 1:1                                           | —                                             | Отборочные матчи ЧМ-2026                      |

Итого: 6 матчей / 2 гола; 3 победы, 2 ничьи, 1 поражение.

## Достижения

### Командные
«Ботафого»
- Чемпион Бразилии: 2024
- Обладатель Кубка Либертадорес: 2024

### Личные
- Футболист года в Южной Америке: 2024
- В списках 33 лучших футболистов чемпионата России: № 2 (2024/25)